# Шамолдара
Шамолдара (тадж. Шамолдара; до 2024 года — Шарқ) — село в Хатлонской области Республики Таджикистан. 
Входит в состав джамоата (сельской общины) им. Талбака Садриддинова Шахритусского района.
Находится на расстоянии 23 км от райцентра (пгт. Шахритус) и 20 км от центра джамоата (село Лолазор).
Название села означает «долина ветра».
Население — 571 чел. (2017).